# Kalervo Toivonen
Kaarlo Kalervo Toivonen (ur. 22 stycznia 1913 w Salo, zm. 5 lipca 2006 w Turku) – fiński lekkoatleta, który specjalizował się w rzucie oszczepem.
W 1936 uczestniczył w igrzyskach olimpijskich – z wynikiem 70,72 zajął ostatecznie trzecią lokatę i zdobył brązowy medal. Rekord życiowy: 71,31 (1939).